# Helena Ridelberg
Ingrid Helena Ridelberg, född 1957, är en svensk översättare, huvudsakligen av barn- och ungdomsböcker. Hon översätter från engelska, danska och norska.
Bland författare som hon översatt märks Jenny Valentine, Sonya Hartnett, Joyce Carol Oates och Meg Rosoff.

## Översättningar (urval)
- James Lord: Giacometti målar porträtt (A Giacometti portrait) (Alfabeta, 1986)
- Deborah Ellis: Den osynliga flickan (The breadwinner) (Bonnier Carlsen, 2002)
- Joyce Carol Oates: Stor i käften (Big mouth & ugly girl) (2002)
- Meg Rosoff: Så har jag det nu (How I live now) (Bromberg, 2005)
- Tom Perrotta: Som små barn (Little children) (Damm, 2005)
- Jenny Downham: Innan jag dör (Before I die, Bromberg, 2008)
- Mary Ann Shaffer: Guernseys litteratur- och potatisskalspajssällskap (The Guernsey literary and potato peel pie society) (Bromberg, 2008)
- Sonya Hartnett: Torsdagsbarn (Thursday's child) (Atrium, 2010)
- Jenny Valentine: Trasig soppa (Broken soup) (Atrium, 2011)
- Siobhan Dowd: London Eye-mysteriet (The London Eye mystery) (Atrium, 2016)